# Wawrzyniak
Wawrzyniak (niem. Lorbeer-Berg, Lorbeerberg) – wzniesienie (668 m n.p.m.),  w południowo-zachodniej Polsce, w Sudetach Środkowych, w Górach Wałbrzyskich, w paśmie Gór Czarnych.

## Położenie
Wzniesienie położone na terenie Parku Krajobrazowego Sudetów Wałbrzyskich na zachód od miejscowości Głuszyca, we wschodniej części Gór Czarnych.
Jest to powulkaniczne wzniesienie zbudowane ze skał wylewnych – porfirów i ich tufów w kształcie kopuły z płaską częścią szczytową i wyraźnie zaznaczonym wierzchołkiem o stromych zboczach. Zbocze zachodnie łagodnie opada, po osiągnięciu około 20 m różnicy poziomu względem wierzchołka przechodzi w strome, wschodnie zbocze Jałowca (751 m n.p.m.).
Wzniesienie w całości porośnięte jest lasem regla dolnego.
Poniżej szczytu u podnóża północno-wschodniego zbocza na wysokości około 500 m n.p.m. przebiega szlak kolejowy Wałbrzych – Kłodzko.

## Turystyka
poniżej szczyt wschodnim zboczem prowadzi szlak turystyczny.
- fragment Głównego Szlaku Sudeckiego prowadzący z Jedliny Zdr. do Sokołowska i dalej[1].